# Володимирські і Берестейські унійні єпископи
Володимирські і Берестейські унійні єпископи — єпископи Володимирської єпархії Руської унійної церкви від підписання Берестейської унії до 1795 року.

## Єпископи Володимирські і Берестейські
- Іпатій Потій (від 1593 року — православний єпископ; 1596 — 18 липня 1613)
- Йоаким Мороховський (9 серпня 1613 — 19 березня 1631)
  - Йосиф Велямин Рутський (адміністратор, 1631—1632)
- Йосиф Баковецький-Мокосій (1632—1654)
- Іван Михайло Потій (1655 — 15 вересня 1666)
- Венедикт Глинський (23 жовтня 1666 — 1679)
- Лев Слюбич-Заленський (коад'ютор, 30 листопада 1678 — 1679; ординарій, 1679 — 24 серпня 1708)
  - Юрій Винницький (адміністратор 14 серпня 1708 — 1711)
- Лев Кишка (1711 — 19 листопада 1728)
- Корнилій Столповицький-Лебецький (12 серпня 1729 — 22 січня 1730)
- Теодосій Годебський (1730 — 12 вересня 1756)
- Пилип Володкович (адміністратор, 1756—1758; ординарій, 22 листопада 1758 — 12 лютого 1778)
- Антін Млодовський (коад'ютор 1 вересня 1764 — 12 лютого 1778, титулярний єпископ берестейський, 25 травня 1765 — 12 лютого 1778; ординарій, 12 лютого 1778 — 12 липня 1778)
- Симеон Млоцький (19 вересня 1779 — 6 вересня 1795)
  - Арсеній Ґловнєвський (коад'ютор і титулярний єпископ, 26 квітня 1791 — 1795)

Володимирська унійна єпархія була ліквідована у 1795 році указом Катерини ІІ, а указом Павла І від 28 квітня 1797 року була відновлена як Берестейська, потверджена буллою папи Пія VI «Maximus undique» від 16 листопада 1798 року.
Берестейськими унійними єпископами були:
- Арсеній Ґловнєвський (28 квітня 1797 — 1798)
- Йосафат Булгак (12 жовтня 1798 — 1828)
  - Адріян Бутримович (єпископ-помічник, 1798—1802)
  - Лев Яворовський (титулярний єпископ володимирський, 1809—1833; помічник єпископа, 10 січня 1811 — 22 квітня 1828)
  - Антоній Зубко (титулярний єпископ берестейський, 11 грудня 1833 — 25 березня 1839)